# Premiul Arthur C. Clarke
Acest articol este despre un premiu acordat unui roman științifico-fantastic. A nu se confunda cu premiul britanic Premiul Sir Arthur C. Clarke (Sir Arthur Clarke Award) acordat [unui britanic] pentru munca sa în cercetarea și explorarea spațiului cosmic
Premiul Arthur C. Clarke (engleză Arthur C. Clarke Award) este un premiu britanic acordat pentru cel mai bun roman științifico-fantastic publicat pentru prima oară în Regatul Unit în cursul anului precedent. Premiul a fost stabilit în cinstea lui Arthur C. Clarke și a fost acordat prima oară în 1987. Cartea este aleasă de către un grup de membri ai British Science Fiction Association, Science Fiction Foundation și de o organizație terță, în prezent SF Crowsnest. În 2011 era administrat de Serendip Foundation. Câștigătorul primește un premiu constând dintr-un număr de lire sterline egal cu anul curent (2010 £ pentru anul 2010). În ultimii ani, premiul a fost prezentat în noaptea de deschidere a festivalului de film SCI-FI-LONDRA.

## Listă de câștigători
| An   | Autor                  | Roman                                   | Editură                   | Ref.   |
| ---- | ---------------------- | --------------------------------------- | ------------------------- | ------ |
| 1987 | Margaret Atwood*       | The Handmaid's Tale                     | McClelland & Stewart      | [ 1 ]  |
| 1987 | Bob Shaw               | The Ragged Astronauts                   | Victor Gollancz Ltd       | [ 1 ]  |
| 1987 | Greg Bear              | Eon                                     | Victor Gollancz Ltd       | [ 1 ]  |
| 1987 | Samuel R. Delany       | Stars in My Pocket Like Grains of Sand  | Grafton                   | [ 1 ]  |
| 1987 | Gwyneth Jones          | Escape Plans                            | Allen & Unwin             | [ 1 ]  |
| 1987 | Kim Stanley Robinson   | The Memory of Whiteness                 | Futura/Macdonald          | [ 1 ]  |
| 1987 | Josephine Saxton       | Queen of the States                     | The Women's Press         | [ 1 ]  |
| 1987 | Lucius Shepard         | Green Eyes                              | Chatto & Windus           | [ 1 ]  |
| 1988 | George Turner*         | The Sea and Summer                      | Faber and Faber           | [ 2 ]  |
| 1988 | Stanisław Lem          | Fiasco                                  | André Deutsch Publishing  | [ 2 ]  |
| 1988 | Michael Bishop         | Ancient of Days                         | Grafton                   | [ 2 ]  |
| 1988 | John Crowley           | Aegypt                                  | Victor Gollancz Ltd       | [ 2 ]  |
| 1988 | Ken Grimwood           | Replay                                  | Grafton                   | [ 2 ]  |
| 1988 | Keith Roberts          | Gráinne                                 | Kerosina Books            | [ 2 ]  |
| 1988 | H. F. Saint            | Memoirs of an Invisible Man             | Viking UK                 | [ 2 ]  |
| 1989 | Rachel Pollack*        | Unquenchable Fire                       | Century Publishing        | [ 3 ]  |
| 1989 | Brian Stableford       | Empire of Fear                          | Simon & Schuster UK       | [ 3 ]  |
| 1989 | Michael Bishop         | Philip K. Dick is Dead, Alas            | Grafton                   | [ 3 ]  |
| 1989 | Richard Grant          | Rumours of Spring                       | Bantam UK                 | [ 3 ]  |
| 1989 | Gwyneth Jones          | Kairos                                  | Unwin Hyman               | [ 3 ]  |
| 1989 | Lucius Shepard         | Life During Wartime                     | Grafton                   | [ 3 ]  |
| 1989 | Ian Watson             | Whores of Babylon                       | Grafton                   | [ 3 ]  |
| 1990 | Geoff Ryman*           | The Child Garden                        | Unwin Hyman               | [ 4 ]  |
| 1990 | Jonathan Carroll       | A Child Across the Sky                  | Century Publishing        | [ 4 ]  |
| 1990 | Lisa Goldstein         | A Mask for the General                  | Arrow Books               | [ 4 ]  |
| 1990 | Ian McDonald           | Desolation Road                         | Bantam UK                 | [ 4 ]  |
| 1990 | Paul Park              | Soldiers of Paradise                    | Grafton                   | [ 4 ]  |
| 1990 | Mike Resnick           | Ivory                                   | Century Publishing        | [ 4 ]  |
| 1990 | David Zindell          | Neverness                               | Grafton                   | [ 4 ]  |
| 1991 | Colin Greenland*       | Take Back Plenty                        | Unwin Hyman               | [ 5 ]  |
| 1991 | Mary Gentle            | Rats and Gargoyles                      | Bantam UK                 | [ 5 ]  |
| 1991 | Iain M. Banks          | Use of Weapons                          | Macdonald Publishing      | [ 5 ]  |
| 1991 | Misha Nogha            | Red Spider, White Web                   | Morrigan Publications     | [ 5 ]  |
| 1991 | K. W. Jeter            | Farewell Horizontal                     | Grafton                   | [ 5 ]  |
| 1991 | Pat Murphy             | The City, Not Long After                | Pan Books                 | [ 5 ]  |
| 1992 | Pat Cadigan*           | Synners                                 | HarperCollins             | [ 6 ]  |
| 1992 | Paul J. McAuley        | Eternal Light                           | Victor Gollancz Ltd       | [ 6 ]  |
| 1992 | Stephen Baxter         | Raft                                    | Grafton                   | [ 6 ]  |
| 1992 | Gwyneth Jones          | White Queen                             | Victor Gollancz Ltd       | [ 6 ]  |
| 1992 | Richard Paul Russo     | Subterranean Gallery                    | Grafton                   | [ 6 ]  |
| 1992 | Dan Simmons            | The Hyperion Cantos                     | Headline Publishing Group | [ 6 ]  |
| 1993 | Marge Piercy*          | Body of Glass                           | Michael Joseph            | [ 7 ]  |
| 1993 | Kim Stanley Robinson   | Red Mars                                | HarperCollins UK          | [ 7 ]  |
| 1993 | Ian McDonald           | Hearts, Hands and Voices                | Victor Gollancz Ltd       | [ 7 ]  |
| 1993 | Richard Paul Russo     | Destroying Angel                        | Headline Publishing Group | [ 7 ]  |
| 1993 | Michael Swanwick       | Stations of the Tide                    | Legend Publishing         | [ 7 ]  |
| 1993 | Sue Thomas             | Correspondence                          | The Women's Press         | [ 7 ]  |
| 1993 | Lisa Tuttle            | Lost Futures                            | Grafton                   | [ 7 ]  |
| 1993 | Connie Willis          | Doomsday Book                           | New English Library       | [ 7 ]  |
| 1994 | Jeff Noon*             | Vurt                                    | Ringpull                  | [ 8 ]  |
| 1994 | John Barnes            | A Million Open Doors                    | Millennium                | [ 8 ]  |
| 1994 | Nicola Griffith        | Ammonite                                | Grafton                   | [ 8 ]  |
| 1994 | Neal Stephenson        | Snow Crash                              | Roc UK                    | [ 8 ]  |
| 1994 | Michael Swanwick       | The Iron Dragon's Daughter              | Millennium                | [ 8 ]  |
| 1994 | David Zindell          | The Broken God                          | HarperCollins UK          | [ 8 ]  |
| 1995 | Pat Cadigan*           | Fools                                   | HarperCollins UK          | [ 9 ]  |
| 1995 | John Barnes            | Mother of Storms                        | Millennium                | [ 9 ]  |
| 1995 | Gwyneth Jones          | North Wind                              | Victor Gollancz Ltd       | [ 9 ]  |
| 1995 | Paul J. McAuley        | Pasquale's Angel                        | Victor Gollancz Ltd       | [ 9 ]  |
| 1995 | James K. Morrow        | Towing Jehovah                          | Arrow Books               | [ 9 ]  |
| 1995 | Kristine Kathryn Rusch | Alien Influences                        | Millennium                | [ 9 ]  |
| 1996 | Paul J. McAuley*       | Fairyland                               | Victor Gollancz Ltd       | [ 10 ] |
| 1996 | Ken MacLeod            | The Star Fraction                       | Legend Publishing         | [ 10 ] |
| 1996 | Patricia Anthony       | Happy Policeman                         | New English Library       | [ 10 ] |
| 1996 | Stephen Baxter         | The Time Ships                          | HarperCollins UK          | [ 10 ] |
| 1996 | Christopher Priest     | The Prestige                            | Simon & Schuster UK       | [ 10 ] |
| 1996 | Neal Stephenson        | The Diamond Age                         | Viking UK                 | [ 10 ] |
| 1997 | Amitav Ghosh*          | The Calcutta Chromosome                 | Picador                   | [ 11 ] |
| 1997 | Stephen Baxter         | Voyage                                  | HarperCollins Voyager     | [ 11 ] |
| 1997 | Jack McDevitt          | The Engines of God                      | HarperCollins Voyager     | [ 11 ] |
| 1997 | Kim Stanley Robinson   | Blue Mars                               | HarperCollins Voyager     | [ 11 ] |
| 1997 | Sheri S. Tepper        | Gibbon's Decline and Fall               | HarperCollins Voyager     | [ 11 ] |
| 1997 | N. Lee Wood            | Looking for the Mahdi                   | HarperCollins Voyager     | [ 11 ] |
| 1998 | Mary Doria Russell*    | The Sparrow                             | Black Swan                | [ 12 ] |
| 1998 | Stephen Baxter         | Titan                                   | HarperCollins Voyager     | [ 12 ] |
| 1998 | Elizabeth Hand         | Glimmering                              | HarperCollins Voyager     | [ 12 ] |
| 1998 | James Lovegrove        | Days                                    | Phoenix Books             | [ 12 ] |
| 1998 | Jeff Noon              | Nymphomation                            | Doubleday                 | [ 12 ] |
| 1998 | Sheri S. Tepper        | The Family Tree                         | HarperCollins Voyager     | [ 12 ] |
| 1999 | Tricia Sullivan*       | Dreaming In Smoke                       | Orbit Books               | [ 13 ] |
| 1999 | John Barnes            | Earth Made of Glass                     | Orion Publishing Group    | [ 13 ] |
| 1999 | Peter Delacorte        | Time on My Hands                        | Victor Gollancz Ltd       | [ 13 ] |
| 1999 | Ken MacLeod            | The Cassini Division                    | Orbit Books               | [ 13 ] |
| 1999 | Christopher Priest     | The Extremes                            | Simon & Schuster UK       | [ 13 ] |
| 1999 | Alison Sinclair        | Cavalcade                               | Millennium                | [ 13 ] |
| 2000 | Bruce Sterling*        | Distraction                             | Millennium                | [ 14 ] |
| 2000 | Stephen Baxter         | Manifold: Time                          | HarperCollins Voyager     | [ 14 ] |
| 2000 | Kathleen Ann Goonan    | The Bones of Time                       | HarperCollins Voyager     | [ 14 ] |
| 2000 | Justina Robson         | Silver Screen                           | Macmillan UK              | [ 14 ] |
| 2000 | Neal Stephenson        | Cryptonomicon                           | Heinemann                 | [ 14 ] |
| 2000 | Vernor Vinge           | A Deepness in the Sky                   | Millennium                | [ 14 ] |
| 2001 | China Miéville*        | Perdido Street Station                  | Macmillan Publishers      | [ 15 ] |
| 2001 | Octavia E. Butler      | Parable of the Talents                  | The Women's Press         | [ 15 ] |
| 2001 | Mary Gentle            | Ash: A Secret History                   | Victor Gollancz Ltd       | [ 15 ] |
| 2001 | Ken MacLeod            | Cosmonaut Keep                          | Orbit Books               | [ 15 ] |
| 2001 | Alastair Reynolds      | Revelation Space                        | Victor Gollancz Ltd       | [ 15 ] |
| 2001 | Adam Roberts           | Salt                                    | Victor Gollancz Ltd       | [ 15 ] |
| 2002 | Gwyneth Jones*         | Bold As Love                            | Victor Gollancz Ltd       | [ 16 ] |
| 2002 | Jon Courtenay Grimwood | Pashazade                               | Earthlight                | [ 16 ] |
| 2002 | Peter F. Hamilton      | Fallen Dragon                           | Macmillan Publishers      | [ 16 ] |
| 2002 | Paul J. McAuley        | The Secret of Life                      | HarperCollins Voyager     | [ 16 ] |
| 2002 | Justina Robson         | Mappa Mundi                             | Macmillan Publishers      | [ 16 ] |
| 2002 | Connie Willis          | Passage                                 | HarperCollins Voyager     | [ 16 ] |
| 2003 | Christopher Priest*    | The Separation                          | Scribner UK               | [ 17 ] |
| 2003 | David Brin             | Kiln People                             | Orbit Books               | [ 17 ] |
| 2003 | M. John Harrison       | Light                                   | Victor Gollancz Ltd       | [ 17 ] |
| 2003 | China Miéville         | The Scar                                | Macmillan Publishers      | [ 17 ] |
| 2003 | Elizabeth Moon         | Speed of Dark                           | Orbit Books               | [ 17 ] |
| 2003 | Kim Stanley Robinson   | The Years of Rice and Salt              | HarperCollins             | [ 17 ] |
| 2004 | Neal Stephenson*       | Quicksilver                             | Heinemann                 | [ 18 ] |
| 2004 | Stephen Baxter         | Coalescent                              | Victor Gollancz Ltd       | [ 18 ] |
| 2004 | Greg Bear              | Darwin's Children                       | HarperCollins UK          | [ 18 ] |
| 2004 | William Gibson         | Pattern Recognition                     | Viking Press              | [ 18 ] |
| 2004 | Gwyneth Jones          | Midnight Lamp                           | Victor Gollancz Ltd       | [ 18 ] |
| 2004 | Tricia Sullivan        | Maul                                    | Orbit Books               | [ 18 ] |
| 2005 | China Miéville*        | Iron Council                            | Macmillan Publishers      | [ 19 ] |
| 2005 | Ian McDonald           | River of Gods                           | Simon & Schuster          | [ 19 ] |
| 2005 | David Mitchell         | Cloud Atlas                             | Sceptre                   | [ 19 ] |
| 2005 | Richard K. Morgan      | Market Forces                           | Victor Gollancz Ltd       | [ 19 ] |
| 2005 | Audrey Niffenegger     | The Time Traveler's Wife                | Jonathan Cape             | [ 19 ] |
| 2005 | Neal Stephenson        | The System of the World                 | Heinemann                 | [ 19 ] |
| 2006 | Geoff Ryman*           | Air                                     | Victor Gollancz Ltd       | [ 20 ] |
| 2006 | Ken MacLeod            | Learning the World                      | Orbit Books               | [ 20 ] |
| 2006 | Alastair Reynolds      | Pushing Ice                             | Victor Gollancz Ltd       | [ 20 ] |
| 2006 | Kazuo Ishiguro         | Never Let Me Go                         | Faber and Faber           | [ 20 ] |
| 2006 | Charles Stross         | Accelerando                             | Orbit Books               | [ 20 ] |
| 2006 | Liz Williams           | Banner of Souls                         | Tor UK                    | [ 20 ] |
| 2007 | M. John Harrison*      | Nova Swing                              | Victor Gollancz Ltd       | [ 21 ] |
| 2007 | Jon Courtenay Grimwood | End of the World Blues                  | Victor Gollancz Ltd       | [ 21 ] |
| 2007 | Lydia Millet           | Oh Pure and Radiant Heart               | Heinemann                 | [ 21 ] |
| 2007 | Jan Morris             | Hav                                     | Faber and Faber           | [ 21 ] |
| 2007 | Adam Roberts           | Gradisil                                | Victor Gollancz Ltd       | [ 21 ] |
| 2007 | Brian Stableford       | Streaking                               | PS Publishing             | [ 21 ] |
| 2008 | Richard K. Morgan*     | Black Man                               | Victor Gollancz Ltd       | [ 22 ] |
| 2008 | Matthew de Abaitua     | The Red Men                             | Snowbooks                 | [ 22 ] |
| 2008 | Sarah Hall             | The Carhullan Army                      | Faber and Faber           | [ 22 ] |
| 2008 | Steven Hall            | The Raw Shark Texts                     | Canongate Books           | [ 22 ] |
| 2008 | Ken MacLeod            | The Execution Channel                   | Orbit Books               | [ 22 ] |
| 2008 | Stephen Baxter         | The H-Bomb Girl                         | Faber and Faber           | [ 22 ] |
| 2009 | Ian R. MacLeod*        | Song of Time                            | PS Publishing             | [ 23 ] |
| 2009 | Paul J. McAuley        | The Quiet War                           | Victor Gollancz Ltd       | [ 23 ] |
| 2009 | Alastair Reynolds      | House of Suns                           | Victor Gollancz Ltd       | [ 23 ] |
| 2009 | Neal Stephenson        | Anathem                                 | Atlantic Books            | [ 23 ] |
| 2009 | Sheri S. Tepper        | The Margarets                           | HarperCollins             | [ 23 ] |
| 2009 | Mark Wernham           | Martin Martin’s on the Other Side       | Jonathan Cape             | [ 23 ] |
| 2010 | China Miéville*        | The City & the City                     | Macmillan Publishers      | [ 24 ] |
| 2010 | Gwyneth Jones          | Spirit: The Princess of Bois Dormant    | Victor Gollancz Ltd       | [ 24 ] |
| 2010 | Adam Roberts           | Yellow Blue Tibia                       | Victor Gollancz Ltd       | [ 24 ] |
| 2010 | Kim Stanley Robinson   | Galileo's Dream                         | HarperCollins             | [ 24 ] |
| 2010 | Marcel Theroux         | Far North                               | Faber and Faber           | [ 24 ] |
| 2010 | Chris Wooding          | Retribution Falls                       | Victor Gollancz Ltd       | [ 24 ] |
| 2011 | Lauren Beukes*         | Zoo City                                | Angry Robot               | [ 25 ] |
| 2011 | Patrick Ness           | Monsters of Men                         | Walker Books              | [ 25 ] |
| 2011 | Ian McDonald           | The Dervish House                       | Victor Gollancz Ltd       | [ 25 ] |
| 2011 | Richard Powers         | Generosity: An Enhancement              | Atlantic Books            | [ 25 ] |
| 2011 | Tim Powers             | Declare                                 | Corvus Books              | [ 25 ] |
| 2011 | Tricia Sullivan        | Lightborn                               | Orbit Books               | [ 25 ] |
| 2012 | Jane Rogers*           | The Testament of Jessie Lamb            | Sandstone Press           | [ 26 ] |
| 2012 | Greg Bear              | Hull Zero Three                         | Victor Gollancz Ltd       | [ 26 ] |
| 2012 | Drew Magary            | The End Specialist                      | HarperCollins Voyager     | [ 26 ] |
| 2012 | China Miéville         | Embassytown                             | Macmillan Publishers      | [ 26 ] |
| 2012 | Charles Stross         | Rule 34                                 | Orbit Books               | [ 26 ] |
| 2012 | Sheri S. Tepper        | The Waters Rising                       | Victor Gollancz Ltd       | [ 26 ] |
| 2013 | Chris Beckett*         | Dark Eden                               | Corvus                    | [ 27 ] |
| 2013 | Kim Stanley Robinson   | 2312                                    | Orbit Books               | [ 27 ] |
| 2013 | Nick Harkaway          | Angelmaker                              | Heinemann                 | [ 27 ] |
| 2013 | Peter Heller           | The Dog Stars                           | Headline Publishing Group | [ 27 ] |
| 2013 | Ken MacLeod            | Intrusion                               | Orbit Books               | [ 27 ] |
| 2013 | Adrian Barnes          | Nod                                     | Bluemoose                 | [ 27 ] |
| 2014 | Ann Leckie*            | Ancillary Justice                       | Orbit Books               | [ 28 ] |
| 2014 | Kameron Hurley         | God's War                               | Del Rey Books             | [ 28 ] |
| 2014 | Phillip Mann           | The Disestablishment of Paradise        | Victor Gollancz Ltd       | [ 28 ] |
| 2014 | Ramez Naam             | Nexus                                   | Angry Robot               | [ 28 ] |
| 2014 | Christopher Priest     | The Adjacent                            | Victor Gollancz Ltd       | [ 28 ] |
| 2014 | James Smythe           | The Machine                             | Blue Door                 | [ 28 ] |
| 2015 | Emily St. John Mandel* | Station Eleven                          | Picador                   | [ 29 ] |
| 2015 | Michel Faber           | The Book of Strange New Things          | Canongate Books           | [ 29 ] |
| 2015 | Dave Hutchinson        | Europe in Autumn                        | Solaris Books             | [ 29 ] |
| 2015 | Claire North           | The First Fifteen Lives of Harry August | Orbit Books               | [ 29 ] |
| 2015 | M. R. Carey            | The Girl with All the Gifts             | Orbit Books               | [ 29 ] |
| 2015 | Emmi Itäranta          | Memory of Water                         | HarperVoyager             | [ 29 ] |
| 2016 | Adrian Tchaikovsky*    | Children of Time                        | Tor Books                 | [ 30 ] |
| 2016 | Becky Chambers         | The Long Way to a Small, Angry Planet   | Hodder & Stoughton        | [ 30 ] |
| 2016 | Dave Hutchinson        | Europe at Midnight                      | Solaris Books             | [ 30 ] |
| 2016 | Nnedi Okorafor         | The Book of Phoenix                     | Hodder & Stoughton        | [ 30 ] |
| 2016 | Iain Pears             | Arcadia                                 | Faber and Faber           | [ 30 ] |
| 2016 | James Smythe           | Way Down Dark                           | Hodder & Stoughton        | [ 30 ] |
| 2017 | Colson Whitehead*      | The Underground Railroad                | Fleet Publishing          | [ 31 ] |
| 2017 | Becky Chambers         | A Closed and Common Orbit               | Hodder & Stoughton        | [ 31 ] |
| 2017 | Yoon Ha Lee            | Ninefox Gambit                          | Solaris Books             | [ 31 ] |
| 2017 | Emma Newman            | After Atlas                             | Roc Books                 | [ 31 ] |
| 2017 | Tricia Sullivan        | Occupy Me                               | Gollancz Books            | [ 31 ] |
| 2017 | Lavie Tidhar           | Central Station                         | PS Publishing             | [ 31 ] |
| 2018 | Anne Charnock*         | Dreams Before the Start of Time         | 47North                   | [ 32 ] |
| 2018 | Omar El Akkad          | American War                            | Picador                   | [ 32 ] |
| 2018 | Jeff VanderMeer        | Borne                                   | HarperCollins             | [ 32 ] |
| 2018 | Jennie Melamed         | Gather the Daughters                    | Tinder Press              | [ 32 ] |
| 2018 | C. Robert Cargill      | Sea of Rust                             | Gollancz Books            | [ 32 ] |
| 2018 | Jaroslav Kalfar        | Spaceman of Bohemia                     | Sceptre                   | [ 32 ] |
| 2019 | Tade Thompson*         | Rosewater                               | Orbit Books               | [ 33 ] |
| 2019 | Sue Burke              | Semiosis                                | HarperVoyager             | [ 33 ] |
| 2019 | Yoon Ha Lee            | Revenant Gun                            | Solaris Books             | [ 33 ] |
| 2019 | Ahmed Saadawi          | Frankenstein in Baghdad                 | Oneworld Publications     | [ 33 ] |
| 2019 | Simon Stålenhag        | The Electric State                      | Simon and Schuster        | [ 33 ] |
| 2019 | Aliya Whiteley         | The Loosening Skin                      | Unsung Stories            | [ 33 ] |
| 2020 | Namwali Serpell*       | The Old Drift                           | Hogarth Press             | [ 34 ] |
| 2020 | Adrian Tchaikovsky     | Cage of Souls                           | Head of Zeus              | [ 34 ] |
| 2020 | Charlie Jane Anders    | The City in the Middle of the Night     | Tor Books, Titan Books    | [ 34 ] |
| 2020 | David Wellington       | The Last Astronaut                      | Hachette                  | [ 34 ] |
| 2020 | Kameron Hurley         | The Light Brigade                       | Saga Press, Angry Robot   | [ 34 ] |
| 2020 | Arkady Martine         | A Memory Called Empire                  | Tor Books                 | [ 34 ] |
| 2021 | Patience Agbabi        | The Infinite                            | Canongate Books           | [ 35 ] |
| 2021 | Simon Jimenez          | The Vanished Birds                      | Titan Books               | [ 35 ] |
| 2021 | Hao Jingfang           | Vagabonds                               | Head of Zeus              | [ 35 ] |
| 2021 | R. B. Kelly            | Edge of Heaven                          | NewCon Press              | [ 35 ] |
| 2021 | Laura Jean McKay       | The Animals in That Country             | Scribe                    | [ 35 ] |
| 2021 | Valerie Valdes         | Chilling Effect                         | Orbit Books               | [ 35 ] |

## Listă de nominalizări
- Listă de nominalizări la Premiul Arthur C. Clarke